# Pałac Biskupów Greckokatolickich w Przemyślu
Pałac Biskupów Greckokatolickich w Przemyślu – budowla w typie pałacu miejskiego, wzniesiona w latach 1898–1900, znajdująca się przy pl. Czackiego 3 w Przemyślu.
Projektował go R. Halicki na siedzibę Biskupstwa Greckokatolickiego. Po II wojnie światowej biskup został z niego wyrzucony i aresztowany, a budynek przejęto na Skarb Państwa. Budynek gruntownie przebudowano i adaptowano w latach 1969–1977 na siedzibę Muzeum Narodowego Ziemi Przemyskiej.
W wyniku zmian ustrojowych z 1989 r. muzeum przeniesiono w 2008 r. do nowo wybudowanego budynku w centrum Przemyśla, a budynek zwrócono Kurii Greckokatolickiej.
 Budynek wpisany jest do rejestru zabytków pod numerem rej. : A-541 z 6.06.1983.